# Ocki Rezerwat Biosfery
Ocki Rezerwat Biosfery (ros. Окский заповедник) – ścisły rezerwat przyrody (zapowiednik) znajdujący się w obwodzie riazańskim w europejskiej części Rosji. Położony na obszarze zalewowym rzek Oka i Pra. Jest ważnym obszarem lęgowym ptactwa wodnego i ptaków brodzących. W rezerwacie znajdują się ośrodki hodowli żubrów i żurawi.

## Historia
Założony w latach 30. XX wieku rezerwat nosił nazwę „rezerwatu desmanów” (ros. Окский государственный выхухолевый), gdyż głównym celem jego utworzenia było zachowanie i zwiększenie liczebności rosyjskich desmanów. Dzięki zabiegom radzieckich zoologów, którzy martwili się spadkiem liczebności tego rzadkiego, endemicznego ssaka, dekretem Wszechrosyjskiego Centralnego Komitetu Wykonawczego i Rady Komisarzy Ludowych RFSRR „W sprawie zatwierdzenia sieci kompletnych rezerw o znaczeniu krajowym” z 10 lutego 1935 roku, powołano ten rezerwat w celu ochrony i odbudowy populacji desmanów.

## Flora
Rezerwat przyrody Oki znajduje się w europejskiej strefie tajgi ze względu na swoje położenie geograficzne. Głównym gatunkiem leśnym jest sosna, drugie miejsce zajmuje brzoza. Znajdujące się w rezerwacie lasy brzozowe mają pochodzenie wtórne i powstały na miejscu borów sosnowych wyciętych w okresie przed utworzeniem rezerwatu oraz na terenach spalonych podczas pożarów.

## Fauna
Fauna rezerwatu jest typowa dla środkowego regionu europejskiej części Rosji. Występuje tu 61 gatunków ssaków, 266 gatunków ptaków, 11 gatunków płazów, 6 gatunków gadów, 39 gatunków ryb, 3883 gatunki bezkręgowców.
Wśród ssaków szczególną troską otoczony jest desman. Poza tym występują w rezerwacie m.in. ryjówki malutkie, gacki brunatne, zające bielaki, piżmaki, jenoty i żubry. Ptaki reprezentowane są m.in. przez jastrzębie, krogulce, bociany czarne, żurawie, kaczki rdzawe, cyraneczki, słonki.